# Morgan Hurd
Morgan Hurd, född 18 juli 2001 i Wuzhou, Kina, är en amerikansk landslagsgymnast. Under VM i Montreal 2017 tog hon guld i mångkampen (55,232 i finalen: hopp 14,533, barr 14,300, bom 12,666, fristående 13,733)) och silver i bom (13,400 i finalen).